# Hedyotis lawsoniae
Hedyotis lawsoniae är en måreväxtart som beskrevs av Robert Wight och George Arnott Walker Arnott. Hedyotis lawsoniae ingår i släktet Hedyotis och familjen måreväxter.
Artens utbredningsområde är Sri Lanka. Inga underarter finns listade i Catalogue of Life.